# レイフ・バダウィ
レイフ・ビン・モハメド・バダウィ（アラビア語: رائف بن محمد بدوي  1984年1月13日 - ）はサウジアラビアの作家、 反体制派活動家である。 
バダウィは、2012年に「電子チャンネルを通じてイスラム教を侮辱する」容疑で逮捕され、 背教を含むいくつかの容疑で裁判にかけられた。  2013年、彼は数件の罪で有罪判決を受け、7年間の懲役と600 回の鞭打ちの刑を宣告された。  
現在の正確な居場所は不明であるが、ダーバン中央刑務所に投獄されているという報告もある。 

## 受賞

### 賞
- 国際ライシテ賞2018、 Comitéライシテレピュブリックと共有Ensafハイダー 。 [4]

- ロサンゼルスプレスクラブによるダニエルパール賞2018。 [5]
- モントリオールプレスクラブフリーダムアワード2018。 [6]
- Liberty Victoria「空の椅子」賞2016。 [7]
- Giordano Bruno FoundationによるDeschner Prize 2016がEnsaf Haidarと共有されました [8]
- サラム賞平和賞（フランクフルト）2016年。 [9]
- 自由のためのリベラル国際賞2016。 [10]
- IPA FreedomからPublish委員会までのVolxire Prix 2016。 [11]
- サハロフ賞から2015年、 欧州議会の思考の自由と人権を守るために、 [12]
- Ensaf HaidarおよびWaleed Abulkhairと共有するスイスのフリーシンカー賞2015 [13]
- カールポッパー卿賞2015、ÖsterreichischerFreidenkerbundから[14]
- PEN Pinter Prize 2015、イギリスの詩人、文芸評論家James Fentonとの共著[15]
- 名誉2015年のストラスブール賞メダル[16]
- 日仏ジャーナリズム賞2015 [17]
- ドイツの自由民主党からのThomas Dehlerメダル、 [14]
- スウェーデンの国境なき記者団からのPress Freedom Prize 2015 [18]
- Deutsche Welleからの言論の自由賞2015、 [19]
- 人権と民主主義のためのジュネーブサミットからの勇気賞2015、 [20]
- スコットランド世俗社会からのAikenhead Award 2015、 [21]
- PENカナダからのOne Humanity Award 2014 [22]
- ネチズン賞2014、 国境なき記者団から。 [23]

### 名誉称号
- シャーブルック大学名誉博士号[24]
- モントリオール名誉市民権[25]
- シャーブルック大学大学院修士課程で法と国際政治学の修士課程に「DIPIA」と名付けました[26]
- 外交政策により、2015年の一流のグローバル思想家の一人。 [27]
- AskMen著ボスリスト2015年の1つ。 [28]
- ケベック州シャーブルックの名誉市民権[29]
- ブリュッセル大学アライアンス（VUBとULB）、2015年までに授け表現の自由のための名誉タイトル、 [30]
- 名誉会員、 PENカナダ 。 [22]
- 名誉会員、ペンデンマーク。
- 名誉会員、PENドイツ。
- 2015年の男、5列目。 [31]

### 推薦
- ノーベル平和賞、2015年 [32]
- ノーベル平和賞、2016年 [33]
- スペインの個人自由党 （P-LIB）からの2014 Freedom Award [34]
- 2014年発行の自由、 国際出版社から。 [22]